# Boleslao III di Polonia
Boleslao III Boccatorta (in polacco Bolesław III Krzywousty; 20 agosto 1086 – 28 ottobre 1138) fu duca di Polonia dal 1102, nei primi anni assieme al fratello Zbigniew. Era figlio del duca Ladislao Ermanno e Giuditta di Boemia, figlia di Vratislao II di Boemia.

## Biografia
Asceso al trono ancora minorenne, dovette subire la reggenza del conte palatino Skarbimir, che poi si ribellò contro di lui nel 1117.
Dopo aver sconfitto la Pomerania alla battaglia di Nakło nel 1109, Boleslao III assunse il controllo della regione dal 1119 al 1123, lasciando il governo precedente. Il controllo della Pomerania valeva il Regno di Polonia l'accesso al Mar Baltico.
Boleslao sconfisse anche l'imperatore Enrico V nel 1109 alla battaglia di Głogów e a quella di Psie Pole (nota nella storiografia tedesca come battaglia di Hundsfeld).
Nel 1135 Boleslao diede un tributo all'imperatore Lotario II: l'Imperatore ricevette da Boleslao parti della Pomerania Occidentale e Rügen come pegno.
Boleslao III effettuò anche campagne in Ungheria dal 1132 al 1135, ma furono di scarsa efficacia.

## Matrimoni ed eredi
Con la prima moglie, Zbyslava, figlia del gran principe di Kiev Svjatopolk II, Boleslao ebbe: 
- Ladislao II l'Esiliato, nato nel 1105, Re di Polonia.
- Giuditta[1] sposò nel 1124 Vsevolod Davidovich, principe di Murom. La sua filiazione è dubbia, perché nelle cronache russe era solo annotato che la moglie di Vsevolod veniva dalla Polonia;[2][3] probabilmente potrebbe essere o la figlia di Boleslao e Zbyslava o un membro della famiglia Awdaniec come figlia di Skarbimir.

Boleslao in seguito sposò Salomea (o Salome) di Berg-Schelklingen, dalla quale ebbe 14 figli (sei maschi e otto femmine), dei quali si conoscono quattro maschi e cinque femmine:
- Leszek (1115/16 - 26 agosto prima del 1131), il figlio maggiore di Boleslao e Salomea. Probabilmente morì nell'infanzia[4][5]
- Richeza (Rikissa) di Polonia (nata il 12 aprile 1116  – morta dopo il 25 dicembre 1156), figlia maggiore di Boleslao e Salomea, nel 1127 si sposò con il principe danese Magnus Nilsson, futuro re del Västergötland. Questa unione fu fatta per ottenere il supporto danese alla Polonia nella guerra contro la Germania, ma nel 1134 la Danimarca si schierò dalla parte della Germania nel conflitto. Dopo la morte di Magnus nel 1134, Rycheza tornò in Polonia. In seguito si sposò con Volodar Glebovich, principe di Minsk e Hrodno; questo matrimonio fu concluso per ottenere un alleato nella guerra polacca contro l'Ungheria. Il suo terzo matrimonio fu con il re Sverker I di Svezia;[6][7]
- Una figlia (prima del 1117/22 - dopo il 1131),[8][9] promessa in sposa o sposata[10]nel 1131 a Conrad, conte di Plötzkau e margravio del Nordmark.[8]
- Boleslao IV di Polonia (nato nel 1125);
- Miecislao III di Polonia (nato nel 1126);
- Enrico (Henryk) di Sandomierz (nato attorno al 1127);
- Casimiro II il Giusto (nato nel 1138);
- Dobronega di Polonia (nata nel 1128), sposò il marchese Dietrich di Niederlausitz;
- Gertruda di Polonia (nata nel 1130), sposò il marchese di Busca Guglielmo Del Vasto;
- Giuditta di Polonia (nata nel 1132), sposò Ottone I di Brandeburgo
- Agnese di Polonia (nata nel 1137), sposò Mstislav II di Kiev.

## Testamento
Prima della sua morte, avvenuta nel 1138, Boleslao pubblicò il suo testamento, che divise le sue terre fra quattro dei suoi figli. Il "principio del signore", stabilito nel testamento, ordinò che in ogni momento il più anziano membro della dinastia dovesse avere potere supremo sul resto della dinastia e dovesse controllare un'indivisibile "parte del signore": una vasta striscia di terra che andava da nord a sud fino a metà della Polonia, con Cracovia città capitale. I diritti del signore includevano anche il controllo sulla Pomerania, una dipendenza del Sacro Romano Impero. Il "principio del signore" fu quasi subito rotto, portando a un lunghissimo periodo di frammentazione feudale della Polonia.

## Ascendenza
|                             |                       |                         | Genitori              |  |  | Nonni |  |  | Bisnonni                |  |  | Trisnonni             |  |
|                             |                       |                         |                       |  |  |       |  |  | Miecislao II di Polonia |  |  | Boleslao I di Polonia |  |
|                             |                       |                         |                       |  |  |       |  |  | Miecislao II di Polonia |  |  | Boleslao I di Polonia |  |
|                             |                       | Enmilda di Lusazia      |                       |  |  |       |  |  | Miecislao II di Polonia |  |  |                       |  |
| Casimiro I di Polonia       |                       |                         |                       |  |  |       |  |  | Miecislao II di Polonia |  |  |                       |  |
|                             |                       | Richeza di Lotaringia   | Azzo di Lotaringia    |  |  |       |  |  |                         |  |  |                       |  |
|                             |                       | Richeza di Lotaringia   | Azzo di Lotaringia    |  |  |       |  |  |                         |  |  |                       |  |
|                             |                       | Richeza di Lotaringia   | Matilde di Germania   |  |  |       |  |  |                         |  |  |                       |  |
| Ladislao Ermanno di Polonia |                       | Richeza di Lotaringia   |                       |  |  |       |  |  |                         |  |  |                       |  |
|                             |                       | Vladimir I di Kiev      | Svjatoslav I di Kiev  |  |  |       |  |  |                         |  |  |                       |  |
|                             |                       | Vladimir I di Kiev      | Svjatoslav I di Kiev  |  |  |       |  |  |                         |  |  |                       |  |
|                             |                       | Vladimir I di Kiev      | Maluša                |  |  |       |  |  |                         |  |  |                       |  |
| Maria Dobroniega di Kiev    |                       | Vladimir I di Kiev      |                       |  |  |       |  |  |                         |  |  |                       |  |
|                             |                       | …                       | …                     |  |  |       |  |  |                         |  |  |                       |  |
|                             |                       | …                       | …                     |  |  |       |  |  |                         |  |  |                       |  |
|                             |                       | …                       | …                     |  |  |       |  |  |                         |  |  |                       |  |
| Boleslao III di Polonia     |                       | …                       |                       |  |  |       |  |  |                         |  |  |                       |  |
|                             | Bretislao I di Boemia | Ulrico di Boemia        |                       |  |  |       |  |  |                         |  |  |                       |  |
|                             | Bretislao I di Boemia | Ulrico di Boemia        |                       |  |  |       |  |  |                         |  |  |                       |  |
|                             | Bretislao I di Boemia | Božena di Boemia        |                       |  |  |       |  |  |                         |  |  |                       |  |
| Vratislao II di Boemia      | Bretislao I di Boemia |                         |                       |  |  |       |  |  |                         |  |  |                       |  |
|                             |                       | Giuditta di Schweinfurt | Enrico di Schweinfurt |  |  |       |  |  |                         |  |  |                       |  |
|                             |                       | Giuditta di Schweinfurt | Enrico di Schweinfurt |  |  |       |  |  |                         |  |  |                       |  |
|                             |                       | Giuditta di Schweinfurt | Gerberga di Gleiberg  |  |  |       |  |  |                         |  |  |                       |  |
| Giuditta di Boemia          |                       | Giuditta di Schweinfurt |                       |  |  |       |  |  |                         |  |  |                       |  |
|                             |                       | Andrea I d'Ungheria     | Vazul                 |  |  |       |  |  |                         |  |  |                       |  |
|                             |                       | Andrea I d'Ungheria     | Vazul                 |  |  |       |  |  |                         |  |  |                       |  |
|                             |                       | Andrea I d'Ungheria     | …                     |  |  |       |  |  |                         |  |  |                       |  |
| Adelaide d'Ungheria         |                       | Andrea I d'Ungheria     |                       |  |  |       |  |  |                         |  |  |                       |  |
|                             |                       | Anastasia di Kiev       | Jaroslav I di Kiev    |  |  |       |  |  |                         |  |  |                       |  |
|                             |                       | Anastasia di Kiev       | Jaroslav I di Kiev    |  |  |       |  |  |                         |  |  |                       |  |
|                             |                       | Anastasia di Kiev       | Ingegerd Olofsdotter  |  |  |       |  |  |                         |  |  |                       |  |
|                             |                       | Anastasia di Kiev       |                       |  |  |       |  |  |                         |  |  |                       |  |